# 27 mai 2015
Le mercredi 27 mai est le 147e jour de l'année 2015.

## Décès
- Rolf Bloch, Industriel suisse, président du Fonds en faveur des victimes de l'Holocauste et directeur de Camille Bloch[1].
- Erik Carlsson, Pilote de rallye suédois[2].
- Nils Christie, Criminologue norvégien[3].
- Peter Celestine Elampassery (de), Prélat catholique indien[4].
- Michael L. Martin, Philosophe analytique américain[5].
- Elisabeth Wiedemann (en), Actrice allemande[6].

## Événements
- Les résistantes Geneviève de Gaulle-Anthonioz et Germaine Tillion et les hommes politiques Pierre Brossolette et Jean Zay font leur entrée au Panthéon [7]. Le président de la République française, François Hollande, invoque l'esprit de résistance[8].
- Le Nebraska devient le 19e État des États-Unis à abolir la peine de mort[9].
- À Zurich en Suisse, plusieurs hauts responsables de la Fédération internationale de football sont arrêtés et placés en détention en vue de leur extradition vers les États-Unis. Ils sont soupçonnés de corruption.
- Reuven Rivlin, président d'Israël, déclare n'avoir d'aversion à négocier avec quiconque[10].
- 65ème succès consécutif de la fusée Ariane 5 qui a mis en orbite deux satellites;  DirectTV-15 et SKY Mexico-1[11].